# Swedish Chess Computer Association
De Swedish Chess Computer Association (Zweeds: Svenska Schackdatorföreningen (SSDF)) is een organisatie die schaaksoftware test, door de programma's tegen elkaar te laten spelen. Van de resultaten wordt een Elo-rating lijst gepubliceerd. 
Op 24 november 2006 werd een lijst vrij gegeven met Rybka 1.2 bovenaan. Rybka had op datr moment een geschatte Elo-rating van 2918. Dit was voor het eerst dat een programma de 2900 grens doorbrak. De SSDF rating lijst staat los van elke nationale of internationale ratinglijst (zoals FIDE), dus de ratings kunnen alleen worden gebruikt om programma's onderling te vergelijken. De lijst zegt niet welk programma het hoogst tegen een mens zal scoren.
Doordat dat de SSDF list is gemaakt door duizenden partijen te spelen op dezelfde hardware is de lijst ook statistisch gezien een correct manier om de sterkte van schaakprogramma's onderling te meten. De lijst toont naast de absolute rating ook de foutmarge, winstpercentage, aantal gespeelde zetten en aantal gespeelde partijen. 
Er is ook kritiek over de lijst, zoals dat men op verouderde hardware speelt. Daarom kan men 30 tot 40 elo punten bij de gepuliseerde rating van een programma optellen als dit op gangbare hardware speelt.